# 730-talet

## Händelser
- 731 - Beda venerabilis utger Historia ecclesiastica gentis Anglorum
- 734 - Frisiska riket upphör då det erövras av Frankerriket.
- 737 - Vid denna tid byggs det äldsta Danevirke enligt dendrokronologin.

## Födda
- 733 - Lu Yu, kinesisk författare av Chajing (död 804)

## Avlidna
- 11 februari 731 – Gregorius II, påve.
- 737 – Pelayo av Asturien, grundare och kung av kungariket Asturien.
- 737 – Theoderik IV, kung av Neustrien och kung av Burgund.